# Johannes Olai Anthelius
Johannes Olai Anthelius, född på 1570-talet, död 1646, var en svensk präst, astronom, rektor för Uppsala universitet och riksdagsman.
Johannes Olai Anthelius började studera omkring år 1585. Den 2 november 1596 blev han filosofie magister. i Helmstädt och hans dissertation utgavs året därpå, Disputatio prima de philosophiae definitione eiusque partibus, tillägnad ärkebiskop Abraham Angermannus. Han återkom till Sverige där han 1599 blev skolrektor i Gävle, men redan året därpå utsågs han till professor i astronomi vid Uppsala universitet som den andre att inneha professuren. Under sin tid vid Uppsala var han också universitetsrektor från år 1602. Pesten utbröt dock 1603, vilket kan vara varit skälet till att han slutade som rektor. Från 1601 var han dekan vid sidan av professuren. Det finns inga publikationer i astronomi av Anthelius.
Under riksdagen 1604 representerade han universitetet. Vid denna riksdag skulle universitetet ta ställning till Karl IX:s universitetsreform. Samma år avsade han sig professuren för att i stället bli kyrkoherde i Gävle, en mycket säkrare inkomstkälla. Han efterträddes som professor av Martinus Stenius. 1606 publicerade han ett tal om augsburgska bekännelsen som han hållit samma år vid prästmötet i Stockholm. Han utsågs till hedersprost tio år senare och bekantade sig med Petrus Kenicius på vilkens visitationsresor i Norrland han medföljde.
Brodern Zackarias Anthelius var kryptokatolik och avrättades. Johannes Anthelius verkar inte ha berörts konkret av detta. 1635 utsågs han till kontraktsprost över Gästrikland.
Han var gift med Margareta Grubb, dotter till Andreas Petri Grubb, och fick med henne professorn och assessorn Andreas Solenblomma, prosten över Västerbotten Johannes Johannis Anthelius, kyrkoherden i Boteå Olaus Anthelius, Brita gift med Måns Persson Blix och svärmor till Petrus Aurivillius samt ytterligare en dotter som gifte sig med Jonas Jonae Turdinus.